# 津野丸
津野丸（日语：／ Tsunomaru，1970年5月27日—），日本漫畫家。出身於千葉縣千葉市。千葉市立稻毛高等學校畢業。男性。A型血。

## 經歷
1991年，憑藉《猴子大使》獲得第2屆GAG王準王獎。以《猴子大使》和《GOGO波將金》兩部作品出道，發表於《週刊少年Jump 1991春季特刊》（集英社）。之後，《GOGO波將金》登載於《週刊少年Jump》（集英社）1991年16號。歷經多次一次性登載後，以首次進行連載。此後，他繼續以集英社雜誌為主。
其最著名的作品是《熱鬥小馬》，該作品也被製作成動畫。本身也擅長以動物為主角的漫畫，例如（猴子）、《蟲蟲奇兵》（蜜蜂）等。他也是一個非常深厚的賽馬迷，也創作過與賽馬相關的作品。
與同是阪神虎球迷的森田真法關係密切，甚至還曾合作過。他熱愛龐克搖滾，這種影響可以從角色的名字看出（大約翰、沃迪、卡爾、比亞弗拉、貝基、超級時髦、刑房等）。
榮獲第42屆小學館漫畫獎兒童部門（《熱鬥小馬》）。
筆名在雜誌上發表時的字體是固定的。使用寫研的日文字體（帶有圓角、沒有平滑輪廓的粗體字體）。
此外，他曾在單一發表少女漫畫風格的搞笑漫畫時使用筆名。
2018年，在少年Jump+策劃的《搞笑漫畫家：短期住院體檢死亡賽跑》上，他的大腦中發現了多處缺血性白質病變，主管醫師判定他的壽命只有10年。

## 作品列表

### 《週刊少年Jump》連載作品
- （1992年13號—1993年50號，全8冊）
- 熱鬥小馬（1994年50號—1998年9號 → 《赤丸Jump》1998年春季號〈完結篇〉，全16冊、文庫版全10冊）
- 蟲蟲奇兵（日语：サバイビー）（1999年31號—51號，全3冊）
- 重臣 豬狩虎次郎（日语：重臣 猪狩虎次郎）（2001年11號—34號，全2冊）
- （2003年29號—2004年16號，全5冊）

### Jump以降雜誌連載作品
- 天職貴族門次郎（《Super Jump》2004年19號—2005年16號，全2冊）
- 加油！貓熊內閣（日语：がんばれ! パンダ内閣）（《週刊Playboy》2004年42號—2005年40號，全3冊）
- （《週刊Comic Bunch（日语：週刊コミックバンチ）》2004年46號—2006年21號，系列發表）
- 太陽的牧場王（日语：たいようのマキバオー）（《週刊Playboy》2007年15號—2011年19、20號，全16冊）
  - 太陽的牧場王W（《週刊Play NEWS》2011年5月9日更新—2016年11月14日更新，全20冊）
- 搞笑漫畫家：短期住院體檢死亡賽跑（《少年Jump+》2018年4月2日—5日，短期集中連載）

### 短篇作品
- 猴子大使（《週刊少年Jump》1991年春季特別號）
- GOGO波將金（《週刊少年Jump》1991年16號）
- GOGO波將金in4格（《週刊少年Jump》1991年17號）
- （《週刊少年Jump》1991年19號）
- （《週刊少年Jump》1991年夏季特別號）
- （《週刊少年Jump》1991年42號）—該作品收錄於第7冊。
- （《週刊少年Jump》1992年3、4號）
- （《週刊少年Jump》1993年春季特別號）
- （《週刊少年Jump》1994年47號）
- （《週刊少年Jump》1997年24號）※名義。
- （《週刊少年Jump增刊》Jump GAG 2002特別號）※名義。
- （《Oh Super Jump（日语：オースーパージャンプ）》2005年11月25日號）—該作品收錄於《天職貴族門次郎》第2冊頁尾。
- （《週刊Playboy》2006年44號）—該作品收錄於第1冊頁尾。
- （《週刊YOUNG JUMP》2007年2號）
- 父子虎（《Big Comic Original阪神虎增刊號》2015年6月30日號）
- （《Jump Square SQ》2020年12月號）※名義。

除了漫畫作品外，他還負責與阪神虎隊合作繪製榎田大樹相關商品。

## 助手
- 古河衛[4]
- 小西紀行（日语：小西紀行）[5]
- 森多博（日语：森多ヒロ）[6]

## 腳註

## 外部連結
- 津野丸的X（前Twitter） （日語）
- （日語）—JRA-VAN網站津野丸的專訪。